# Bryan Murray
Pour les articles homonymes, voir Murray.
Bryan Clarence Murray, né le 5 décembre 1942 à Shawville (Québec, Canada) et mort le 12 août 2017 dans la même municipalité, est un entraîneur de hockey sur glace.
Il est le directeur-général des Sénateurs d'Ottawa de 2007 à 2016.

## Biographie

### Jeunesse
Bryan Murray, l'un des dix enfants de Clarence et Rhoda Murray, est né et a été élevé dans une petite ville nommée Shawville dans le Pontiac, en Outaouais. Évoluant au hockey dès son jeune âge, il joint les rangs des Pontiacs de Shawville dans une ligue intermédiaire à l'âge de 14 ans. Plus tard, il fait partie des Nats de Rockland dans la Ligue centrale de hockey junior. Il étudia au Collège Macdonald, un campus de banlieue de l'université McGill, situé à Sainte-Anne-de-Bellevue, sur l'Île de Montréal. Après ses études, il retourna à Shawville et travailla comme enseignant en éducation physique. Il œuvra aussi dans le monde du commerce en opérant un motel de l'endroit. Il est l'oncle du membre du personnel dans le hockey professionnel, Tim Murray.

### Ses débuts derrière le banc
Bryan Murray commença sa carrière d'entraîneur à temps partiel avec Pembroke dans la CJHL. Il obtient une excellente réputation et se voit offrir un emploi avec les Pats de Regina dans la Ligue Junior de l'Ouest. Il quitte donc ses intérêts commerciaux et les laisse entre les mains de sa famille. Après avoir mené Regina à la Coupe Memorial, il est à la tête des Bears de Hershey dans la Ligue américaine où il remporta le titre d'entraîneur de l'année. L'année suivante, il devient l'entraîneur-chef des Capitals de Washington. 

### Parcours dans la LNH
En sept saisons avec Washington, Bryan Murray a mené son équipe en séries à chaque saison, et il a remporté le trophée Jack-Adams en 1984. En 1990, après avoir été remplacé par son frère Terry  à Washington, Bryan devient l'entraîneur-chef et le directeur-général des Red Wings de Détroit. L'équipe n'obtient pas les résultats escomptés en quatre saisons, particulièrement en séries éliminatoires, mais il a aidé à construire une équipe qui deviendra dominante à la fin des années 1990.
Murray se voit offrir le poste directeur-général des Panthers de la Floride, alors une équipe d'expansion. En 1996, les jeunes Panthers se rendent en finale de la Coupe Stanley face à l'Avalanche du Colorado. Malgré une défaite en quatre parties, Murray est choisi comme dirigeant de l'année. De 2002 à 2004, Murray sera le directeur-général des Mighty Ducks d'Anaheim. Encore une fois, il voit son équipe rapidement faire sa marque dans les séries avec une finale surprise en 2003. Mais après une saison 2003–2004 décevante, il décide de quitter son poste avec les Mighty Ducks d'Anaheim pour se joindre aux Sénateurs d'Ottawa, dans sa région natale.

### Retour dans sa région natale
Le 20 février 2007, Bryan Murray devient seulement le 5e entraîneur-chef de la LNH à remporter 600 victoires, dans une victoire en tirs de barrage face aux Oilers d'Edmonton. Malgré ce nombre impressionnant de victoires, il n'a jamais gagné la Coupe Stanley. En 2007, il perd en finale contre son ancienne équipe, les Ducks d'Anaheim.
À la suite du congédiement de John Muckler, Murray est promu directeur-général des Sénateurs d'Ottawa le 18 juin 2007 et son assistant-entraîneur, John Paddock, prend les rênes derrière le banc. Toutefois, le 27 février 2008, Murray congédie Paddock après des mois de janvier et février désastreux, malgré une fiche de 15-2 en début de saison. Murray retourne derrière le banc pour la fin de la saison 2007–2008, mais ne peut freiner la chute de son équipe qui termine au 7e rang de l'association de l'Est. Son équipe est ensuite éliminée rapidement en quatre matchs face aux Penguins de Pittsburgh. À la fin de la saison, il laisse de nouveau son poste d'entraîneur-chef. Il engage Craig Hartsburg pour le remplacer en juin 2008. Au milieu de la saison 2008-2009, Bryan Murray a congédié Craig Hartsburg pour faire appel à l'entraineur des B-sens Cory Clouston a été congédié.
Murray et sa femme, Geri, ont deux filles, Heidi et Brittany. Le frère de Bryan, Terry Murray, a été l'entraîneur-chef des Kings de Los Angeles du 17 juillet 2008 au 12 décembre 2011.